# (34111) 2000 PZ24
2000 PZ24 (asteroide 34111) é um asteroide da cintura principal. Possui uma excentricidade de 0.12382110 e uma inclinação de 9.98852º.
Este asteroide foi descoberto no dia 3 de agosto de 2000 por LINEAR em Socorro.